# Matthäuskirche (Stockau)

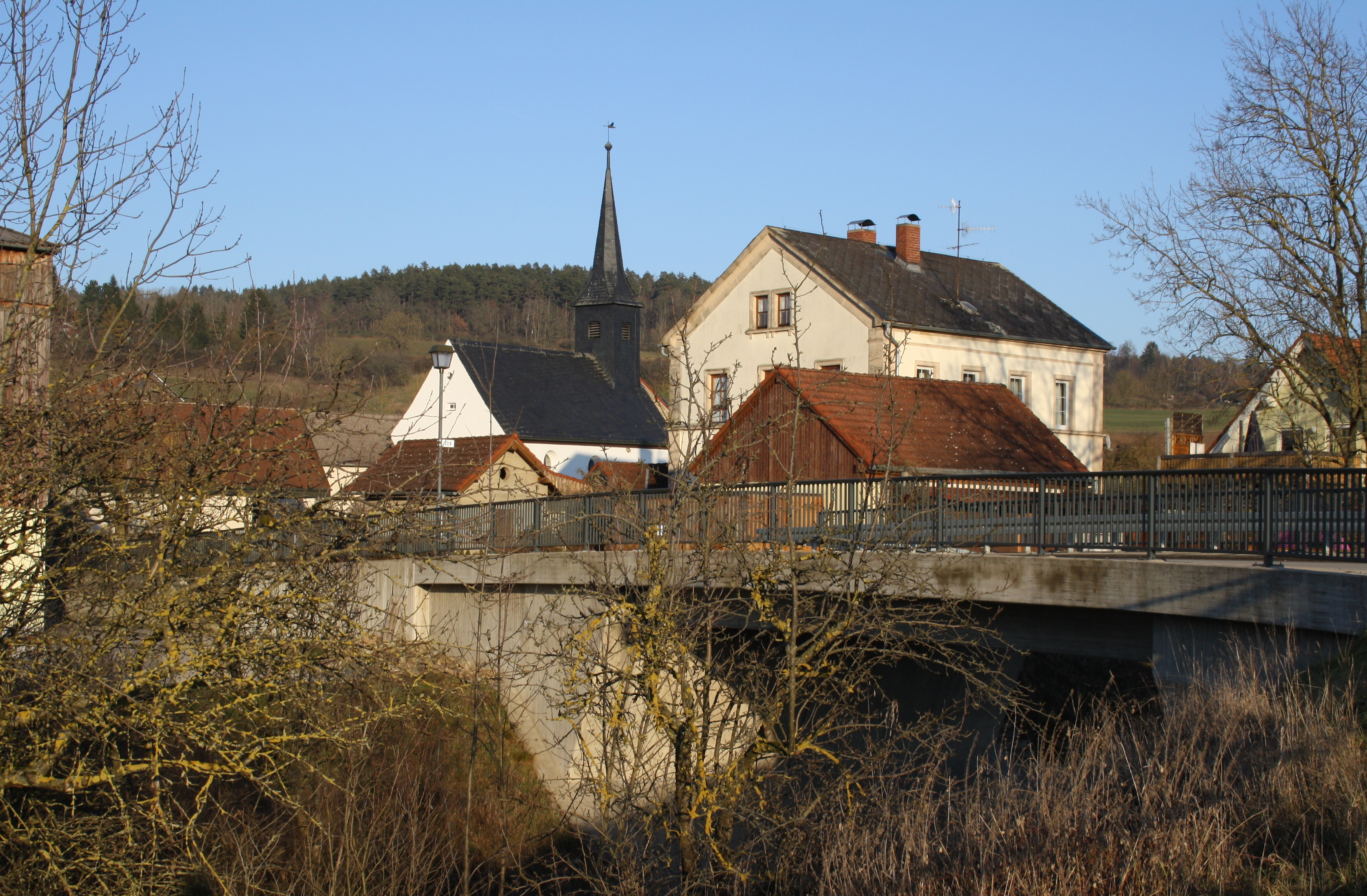
Matthäuskirche Stockau

Die Matthäuskirche in Stockau ist eine evangelisch-lutherische Filialkirche der Kirchengemeinde Emtmannsberg im Dekanat Bayreuth-Bad Berneck. Sie gehört zum historischen Bestand des Markgrafenstils in Oberfranken und ist bekannt für ihren Kanzelaltar und den Taufengel aus dem 18. Jahrhundert.

## Lage
Die Kirche liegt im Zentrum des Weilers Stockau, einem Ortsteil der Marktgemeinde Weidenberg im oberfränkischen Landkreis Bayreuth. Sie steht auf einem von einer Mauer umgebenen Friedhofsgelände. Der Zugang erfolgt über ein barockes Portal auf der Südseite.

## Geschichte
Stockau wurde erstmals 1129 urkundlich als „Stohka“ erwähnt. Schon damals bestand vermutlich eine Kapelle. Nach der Reformation (ab 1528) wurde der Ort evangelisch-lutherisch und der Pfarrei Neunkirchen am Main zugeordnet. Das heutige Kirchengebäude wurde in der zweiten Hälfte des 15. oder am Ende des 16. Jahrhunderts errichtet; ein Stein an der Nordwand trägt die Jahreszahl 1595.
1687 erhielt das Gebäude ein Satteldach mit einem achteckigen Dachreiter. 1765 wurde die Kirche im Markgrafenstil barockisiert; diese Umgestaltung leitete der Maurermeister Sommer aus Weidenberg unter Mitwirkung des damaligen Pastors Christian Friedrich Feder. Die barocken Umgestaltungen sind an den Jahreszahlen und Initialen über dem Sakristeieingang dokumentiert.

## Architektur und Ausstattung

### Außenbau
Der schlichte Rechteckbau besteht aus verputztem Bruchsteinmauerwerk. Ein kleiner Dachreiter mit Spitzhaube beherbergt die Glocke. Die hohen Rundbogenfenster und das Sakristeiportal stammen aus der Umbauphase des 18. Jahrhunderts.

### Innenraum
Das Innere zeigt sich als helle Saalkirche mit flacher Decke und umlaufenden Doppelemporen auf Holzstützen. Farbiger Stuck und das zentrale Motiv des „Auge Gottes“ im Strahlenkranz schmücken die Decke.

### Kanzelaltar
Der Kanzelaltar wurde 1714 von Johann Caspar Fischer aus Bayreuth geschaffen. Er zeigt einen Aufbau mit gewundenen Säulen, vergoldeten Akanthusverzierungen und einem markgräflichen Wappen mit Fürstenhut. Die Fassung wurde 1716 von Johann Heinrich Schertel ergänzt. Der Altar ist trinitarisch aufgebaut: mit Abendmahl auf der Mensa, Kanzel mit Heilig-Geist-Taube und Gottvater im Auszug.

### Taufengel
Der Taufengel stammt aus dem Jahr 1726 und wurde in der Werkstatt des Hofbildhauers Elias Räntz gefertigt. Er ist geschnitzt, bemalt, 88 cm hoch und wird bei Taufen in die Mitte des Altarraums gezogen.

## Kirchliches Leben
Die Kirche gehört zur evangelisch-lutherischen Kirchengemeinde Emtmannsberg. Gottesdienste finden alle 14 Tage im Wechsel mit der Kirche in Neunkirchen am Main statt.

## Kirchweihfest
Das Namensfest der  Matthäuskirche wird jährlich am letzten Septemberwochenende begangen. Das weltliche Kirchweihfest wird von der Freiwilligen Feuerwehr Stockau organisiert und umfasst neben dem Festgottesdienst auch gesellige Veranstaltungen.